# From Beer to Paternity
«From Beer to Paternity» (укр. «Від пива до батьківства») — сьома серія тридцять четвертого сезону мультсеріалу «Сімпсони», прем'єра якої відбулась 13 листопада 2022 року у США на телеканалі «Fox».
Серія присвячена пам'яті продюсера і сценариста Девіда Девіса, який помер за 9 днів до того у віці 86 років. Девіс був чоловіком актриси Джулії Кавнер, яка є акторкою озвучування «Сімпсонів»

## Сюжет
На засіданні правління пива «Кнур» рада представляє голосування за наступний маскот компанії. Серед варіантів є і Кнурмен (Баррі Ґаффман), однак він швидко втрачає свої позиції. Гомер з друзями починають кампанію за Кнурмена, але безрезультатно.
В аеропорту Спрінґфілда у Баррі беруть інтерв'ю про його програш на виборах і про позови жінок-юристок. На свій захист Кнурмен каже, що не сексист, оскільки у нього є дочка. Однак, Баррі показує фотографію, на якій він і маленька… Ліса Сімпсон. Коли Мардж і Ліса бачать це по телевізору, вони змушують Гомера піти і поскаржитися.
Вдома у Кнурмена Гомер приголомшений зустрічі і не може багато сказати. На щастя, Ліса вривається і сперечається щодо фотографії. Баррі вибачається і зізнається, що справді має 30-річну доньку Ембер, з якою він деякий час не спілкувався. Після того, як Гомер і Баррі розмовляють про батьківство, Гомер вирішує допомогти йому відновити стосунки з дочкою. Гомер зв'язується з кількома іншими батьками дочок, які переконують Баррі зателефонувати Ембер і попросити зустрітися з нею, на що та неохоче погоджується. Водночас Кнурмен просить Гомера взяти Лісу і поїхати з ним до Глендон Фоллз, щоб зустрітися з Ембер.
Повернувшись додому, Гомер просить Лісу поїхати і як привід він (після підказки Мардж) каже, що неподалік Глендон Фоллз є Музей дивних детективів Агати Крісті, шанувальницею яких є дівчинка. Ліса погоджується.
Дорогою Гомер підігрує, що Ліса вважає його героєм. Однак, Гомер не знав відповідь, який улюблений музичний напрям доньки після джазу. Ліса відповідає, що це K-pop і утрьох вони співають пісню.
Під час зупинки в мотелі Баррі розповідає про свою історію зі своєю донькою… Після закінчення школи Ембер сказала батьку, що більше ніколи не хоче його бачити як Кнурмена-гульвісу, і Баррі погодився з цим. Він розповідає, що він зберіг малюнок їх обох, який Ембер намалювала, коли їй було шість, і переглядає його щодня. Ліса заохочує Кнурмена спробувати ще раз.
Повернувшись у машину, Кнурмену дзвонить його агент Брендон, який розповідає про з'їзд шанувальників персонажів корпорацій, який відбувається неподалік, і припускає, що це може бути хорошим способом розрекламувати Кнурмена. Ліса неохоче погоджується піти, тому що Гомер заспокоює, що вони ще встигають до музею Агати Крісті.
На з'їзді ніхто не підходить до Кнурмена. Згодом Ліса розуміє, що Гомер орієнтувався за фальшивим годинником і до закриття музею насправді п'ятнадцять хвилин. Утрьох поспішають до музею, але, на жаль, його якраз закрили… назавжди. Ліса злиться на Гомера за те, що він підвів її, а Гомер зізнається, що він насправді не хотів брати її в подорож. Кнурмен розуміє, що Гомер насправді поганий батько.
Потім Гомер і Ліса починають їхати додому. Дорогою дівчинка не говорить з батьком. На щастя через емоційну силу малюка від Кнурмена, що винирнув з-під сидіння, приводить Сімпсонів до миру. Вони вирішують повернути малюнок Кнурмену.
Тим часом у Глендон Фоллз Баррі приходить до квартири Ембер. Проте біля будівлі також відбувалася вечірка біля басейну. Надто наляканий знову зустрітися з донькою, Кнурмен приєднується до вечірки. Згодом на порозі Ембер з'являються Гомер і Ліса. Вони виявляють, що Баррі не приходив до Ембер, що ще більше її засмучує. Вони помічають Кнурмена на вечірці, і Ембер втікає, бо її батько не змінився. Коли Баррі женеться за донькою, Рафаель впускає бочку з пивом від подиву, побачивши Кнурмена. Вона котиться пагорбом прямо на Ембер, і Кнурмен зупиняє його за допомогою свого магніту. Зрозумівши, що батько її врятував, Ембер запрошує батька до себе в квартиру.
Ембер і Баррі миряться з допомогою Гомера і Ліси. Баррі також показує Ембер її малюнок і каже їй, що він зберігав його всі ці роки. Тієї миті Баррі подзвонив Брендон, який каже, що він виграв опитування після того, як Ліза завантажила в Інтернет відео, на якому Кнурмен співає K-Pop. Однак, Баррі відмовляється від перемоги, тому що хоче провести час зі своєю дочкою.
У фінальній сцені Ембер відкриває магазин канабісу, талісманом якого є її батько як Курмен (англ. Puffman). Під час зйомок реклами Баррі згадує, що у нього є інші дочки, які відчужуються, що шокує Ембер…
У сцені під час титрів Гомер і Ліса відвідали музей Агати Крісті, де Гомер грав мертвеця.

## Виробництво
Продюсерці Керолін Омайн належить жарт із Чарлі Тунцем ― маскотом і водночас продуктом корпорації «Загадка Чарлі Тунця» (англ. «The Charlie Tuna Conundrum»), що виступав на з'їзді корпорацій.

## Культурні відсилання та цікаві факти
- На початку серії у рекламі пива «Кнур» з 1970-х співають пісню «I'd Like to Pour the World a Beer» (укр. «Я хотів би налити світу пива») є пародією на рекламну пісню «Coca-Cola» «Buy the World a Coke» (укр. «Купіть світу колу»), яка своєю чергою була пародією на пісню «Я хотів би навчити світ співати (в ідеальній гармонії)» гурту The Hillside Singers[2].
- Дорогою до Ембер Ліса, Кнурмен і Гомер співають K-Pop пісню «Lovesick Girls» південнокорейського гурту Blackpink[3].
- Коли Баррі рятує життя доньки звучить пісня «Oh Yeah» гурту Yello.
  - «Oh Yeah» (укр. «О, так») є коронною фразою Кнурмена
- Барт промовляє в епізоді лише одну репліку[3].

## Ставлення критиків і глядачів
Під час прем'єри серію переглянули 4,77 млн осіб, з рейтингом 1.5, що зробило її найпопулярнішим шоу на каналі «Fox» тієї ночі.
Тоні Сокол з «Den of Geek» дав серії три з п'яти зірок, сказавши, що «це ефектний епізод, що розширює характер героїв, і в якому поєднується стрімке падіння популярності із сумом сходження на вершину… Однак, єдиною справді новою складкою в динаміці „батько-дочка“ є „донька як доказ“ і те, як її відображають двоє батьків».
Метью Свінґовскі із сайту «Bubbleblabber» оцінив серію на 7,5/10, сказавши:
|  | У серії є всього потроху. Це кумедно, мило, і це розширює стосунки Гомера та Ліси. В епізоді також є кілька глибокодумних моментів, навіть незважаючи на те, що фінальна дія здавалася поспішною. Можна було б трохи скоротити другорядні сюжетні лінії та локації, що дозволило б трохи конкретизувати основну історію. Однак, кінцевий продукт — дуже хороша серія. |

Згідно з голосуванням на сайті The NoHomers Club більшість фанатів оцінили серію на 3/5 із середньою оцінкою 2,73/5.